# 埃曼努爾·馬馬納
埃曼努爾·馬馬納（西班牙語：Emanuel Hernán Mammana，1996年2月10日—），是一名阿根廷的職業足球運動員，司職後衛，現效力阿根廷足球甲级联赛球會河床。
2018年3月11日，在俄超第22轮圣彼得堡泽尼特客场0-0和罗斯托夫战平的比赛中，馬馬納前十字韧带撕裂，預期缺阵六个月到九个月的时间，錯失代表阿根廷參加2018世界杯的機會。

## 榮譽
河床
- 阿根廷甲組足球聯賽: 2014決賽
- 南美球會盃: 2014

阿根廷20歲以下國家足球隊
- 南美青年足球錦標賽: 2015

## 外部連結
- 埃曼努爾·馬馬納在 National-Football-Teams.com 上的出场纪录